# Командно-штабний коледж Повітряних сил США
Командно-штабний коледж Повітряних сил США (англ. Air Command and Staff College, ACSC) — вищий військовий навчальний заклад Повітряних сил, готує офіцерів військової авіації усіх родів та служб (головним чином спеціальностей і обраних основних), офіцерів міжнародних партнерів Сполучених Штатів і цивільних службовців ЗС США для зайняття ними вищих посад в системі Повітряних сил держави та міжнародних структур безпеки. Головним призначенням коледжу є навчання навичкам, необхідним для організації та проведення повітряних і космічних операцій на підтримку міжвидових і багатонаціональних кампанії, а також лідерства та командування, тому система навчання офіцерського корпусу зосереджується на формуванні та тренуванні майбутніх лідерів і командирів (начальників). Академічне середовище коледжу стимулює та заохочує вільне вираження ідей, а також незалежне, аналітичне та творче мислення.
Командно-штабний коледж Повітряних сил США розташований на авіабазі Максвелл у Монтгомері, штат Алабама, і є навчальним закладом середнього рівня професійної військової освіти ПС США. Він підпорядкований Повітряному університету (ПУ), також розташованому на авіабазі Максвелл, і входить до складу Командування освіти та тренувань Повітряних сил (AETC) зі штаб-квартирою на авіабазі Рендольф (Об'єднана військова база Сан-Антоніо), штат Техас.
Командно-штабний коледж готує офіцерів польового рівня або еквівалентного рівня для всіх видів збройних сил США на посадах О-4 (наприклад, майорів ПС, армії, морської піхоти США та лейтенант-командерів ВМС та берегової охорони США, а також обраних кандидатів на посади майорів та лейтенант-командорів), офіцерів еквівалентного рангу інших держав та державних службовців Міністерства оборони та Міністерства Повітряних сил США принаймні рівня GS-12/GM-12 в контексті кар'єрного зростання для зайняття більш відповідальних посад у військових та інших урядових організаціях.
Офіцери на посаді О-4 та цивільні службовці Міністерств рівня GS-12/GM-12 також можуть навчатися в ACSC методом дистанційного навчання, або за допомогою програми семінарів (за наявності) на діючих об'єктах ЗС США, або за допомогою програми заочного курсу у форматі CD-ROM. Успішне закінчення Командно-штабного коледжу або еквівалентного командно-штабного коледжу іншого виду ЗС (напр., Командно-штабного коледжу армії США; Командно-штабного коледжу Військово-морського коледжу США) вважається фактичною вимогою для всіх майорів ПС США (включно з резервом ПС США та Повітряними силами Національної гвардії) для отримання звання підполковника.
Також старші офіцери Цивільного повітряного патруля (CAP), цивільного допоміжного підрозділу ВПС США, які мають звання майора або вище, мають право навчатися на загальній програмі ACSC. Доступ до навчальної програми офіцери-слухачі Цивільного повітряного патруля отримують через платформу дистанційного навчання ACSC.